# Hansen
Hansen é uma cidade localizada no Estado americano de Idaho, no Condado de Twin Falls.

## Demografia
Segundo o censo americano de 2000, a sua população era de 970 habitantes.
Em 2006, foi estimada uma população de 960, um decréscimo de 10 (-1.0%).

## Geografia
De acordo com o United States Census Bureau tem uma área de
1,0 km², dos quais 1,0 km² cobertos por terra e 0,0 km² cobertos por água.

## Localidades na vizinhança
O diagrama seguinte representa as localidades num raio de 28 km ao redor de Hansen.